# Хинд Хури
Хинд Хури (араб. هند خوري‎; род. 12 июня 1953, Вифлеем) — представитель Организации освобождения Палестины во Франции с марта 2006 года до мая 2010 года. В феврале 2005 года была назначена министром по делам Иерусалима в первом правительстве, сформированном главой Палестинской национальной автономии (ПНА) Махмудом Аббасом. Президент Махмуд Аббас принял решение о её увольнении и замене на представителя ПНА в Германии Хаиля аль-Фахума. Это решение вступило в силу 1 июня 2010 года.